# 11 bit studios
11 bit studios – polskie przedsiębiorstwo z siedzibą w Warszawie, założone w 2009 roku. Zajmuje się produkcją i wydawaniem gier komputerowych. Od 2010 roku jest notowane na Giełdzie Papierów Wartościowych w Warszawie.

## Historia
Studio zostało założone w grudniu 2009 roku, w znacznej części przez byłych pracowników Metropolis Software. 
28 października 2010 roku akcje 11 bit studios zadebiutowały na alternatywnym parkiecie warszawskiej Giełdy Papierów Wartościowych – NewConnect. Od 18 grudnia 2015 roku akcje spółki są przedmiotem obrotu na głównym parkiecie GPW w Warszawie. Wchodzą w skład indeksu mWIG40.
25 kwietnia 2014 roku 11 bit studios, we współpracy z Game Delivery Network, uruchomiło sklep internetowy Games Republic, oferujący cyfrowe kopie gier komputerowych. Ze sklepem zintegrowano platformę blogerską o tematyce gier komputerowych, oferującą możliwość otrzymywania gratyfikacji za recenzowanie gier. Z powodu niezadowalających wyników finansowych oraz braku perspektyw ich poprawy w kolejnych kwartałach zarząd 11 bit studios podjął decyzję o zamknięciu serwisu wraz z końcem 2016 roku. Zakupione gry można było pobrać do 31 stycznia 2017 roku.
W lutym 2022 roku studio zdecydowało się przekazać tygodniowy dochód ze sprzedaży gry This War of Mine na wsparcie poszkodowanych w wyniku inwazji Rosji na Ukrainę.

## Wyprodukowane gry
- Anomaly: Warzone Earth (2011) – gra strategiczna wydana na systemy operacyjne Linux, Microsoft Windows, macOS, iOS i Android oraz konsole Xbox 360 i PlayStation 3[13][14].
- Anomaly Korea (2012) – przeznaczony na urządzenia mobilne oraz Linux, Microsoft Windows, macOS samodzielny dodatek do pierwszej produkcji studia[15].
- Funky Smugglers (2012) – gra zręcznościowa na urządzenia mobilne z iOS i Androidem[15].
- Sleepwalker's Journey (2012) – gra platformowa na systemy iOS, Android, Linux, Microsoft Windows i macOS[15].
- Anomaly 2 (2013) – kontynuacja serii Anomaly, która ukazała się na systemach Linux, Microsoft Windows, Android oraz macOS[16].
- Anomaly Defenders (2014) – gra tower defense wydana na platformy Linux, Windows i macOS[17].
- This War of Mine (2014) – gra survivalowa, wydana na systemy Linux, Microsoft Windows, macOS oraz na urządzenia mobilne z systemami Android i iOS[18].
- This War of Mine: The Little Ones (2016) – rozszerzona edycja gry This War of Mine[19].
- Frostpunk (2018) – gra opowiadająca o walce społeczności o przetrwanie w świecie dotkniętym atakiem zimy[20].
- Frostpunk 2 (2024) − sequel Frostpunka, akcja gry rozgrywa się trzydzieści lat po wydarzeniach z pierwszej części[21].
- The Alters (13 czerwca 2025) – gra strategiczno-przygodowa science fiction. W The Alters wcielamy się w Jana Dolskiego – prostego pracownika fizycznego, który aby przetrwać na obcej planecie, musi tworzyć alternatywne wersje samego siebie[22].

## Wydane gry
- Beat Cop (2017) – gra stworzona przez studio Pixel Crow, łącząca w sobie elementy gry przygodowej typu wskaż i kliknij z elementami gry typu time management[23].
- Tower 57 (2017) – tytuł wyprodukowany przez niemieckie studio Pixwerk. Jest to dwuwymiarowa strzelanka wzorowana na 16-bitowych tytułach serii Chaos Engine[24].
- Moonlighter (2018) – gra z gatunku roguelike, osadzona w realiach fantasy. Została wyprodukowana przez hiszpańskie studio Digital Sun Games[25].
- Children of Morta (2019) – roguelike z elementami narracyjnej gry przygodowej wyprodukowany przez studio Dead Mage[26].
- South of the Circle (2022) – gra przygodowa osadzona w czasach zimnej wojny. Producentem gry jest brytyjskie studio State of Play Games[27].
- The Invincible (2023) − retrofuturystyczny thriller science fiction na motywach powieści Stanisława Lema o tym samym tytule, zrealizowany jako przygodówka FPP. Stworzona przez Starward Industries[28].
- The Thaumaturge (2024) − RPG z turowym systemem walki, która przenosi nas do Warszawy z początku XX wieku. Producentem gry jest polskie studio Fool's Theory[29].
- Creatures of Ava (2024) − przygodowa gra akcji TPP stworzona przez Inverge Studios i Chibig[30].
- Indika (2024) − gra przygodowa TPP z elementami zręcznościowymi osadzona w alternatywnej wersji XIX-wiecznej Rosji. Produkcja Odd Meter[31].